# Олаф Тон
Олаф Тон (нім. Olaf Thon, нар. 1 травня 1966, Гельзенкірхен) — колишній німецький футболіст, що грав на позиції захисника та півзахисника. Відомий, зокрема, виступами за «Шальке 04», «Баварію», а також національну збірну Німеччини.

## Кар'єра
Олаф Тон на професійному рівні у футболі дебютував у 17-річному віці в команді рідного міста «Шальке 04». Він відразу влився до основного складу і допоміг клубу повернутися до Бундесліги, забивши 14 голів у 38 поєдинках. У тому ж сезоні він відзначився хет-триком у півфіналі кубка ФРН проти «Баварії». 24 серпня 1984 року Тон вперше зіграв у матчі вищого дивізіону ФРН, програному менхенгладбаській «Боруссії» з рахунком 1-3.
Влітку 1988 року Олаф Тон був підписаний німецьким грандом «Баварією» як заміна проданому в «Інтернаціонале» Матеусу. У першому сезоні він забив 8 голів у 32 іграх, допомігши новій команді завоювати золоті нагороди чемпіонату ФРН сезону 1988-89.
Тон повернувся до «Шальке 04» у 1994 році відразу після здобуття іншого чемпіонського титулу з мюнхенцями у сезоні 1993-94. В тому сезоні Олаф отримав травму якраз тоді, коли до «Баварії» повернувся його конкурент Лотар Маттеус. У «Шальке 04» його почали використовувати на позиції ліберо. У сезоні 1996-97 він провів за команду загалом 46 матчів в усіх турнірах, а в Кубку УЄФА команда з його допомогою по пенальті у фіналі перемогла міланський «Інтер». Проте у домашній першості того сезону клуб фінішував лише на 12-му місці.
Наприкінці кар'єри Олафа почали переслідувати травми і за останні два сезони на професійному рівні він провів лише 9 матчів. Олаф Тон завершив кар'єру гравця влітку 2002 року, але залишався у структурі клубу на посаді менеджера до серпня 2009 року.
1 лютого 2010 року було повідомлено про призначення Тона на посаду головного тренера футбольного клуба «Гюлс», де він пропрацював до 2011-го.

## Виступи за збірну
Тон дебютував за збірну ФРН 16 грудня 1984 року, вийшовши на заміну у матчі проти Мальти в рамках відбіркового турніру до чемпіонату світу 1986. У складі збірної він ставав чемпіоном світу 1990 та срібним призером ЧС-86, також грав на чемпіонаті Європи 1988 і чемпіонаті світу 1998.

## Титули і досягнення
«Баварія»
- Чемпіонат Німеччини
  - Чемпіон (3): 1988–89, 1989–90, 1993–94
  - Срібний призер (2): 1990–91, 1992–93
- Суперкубок Німеччини
  - Володар (1): 1990

 «Шальке 04»
- Чемпіонат Німеччини
  - Срібний призер (1): 2000–01
- Кубок Німеччини
  - Володар (2): 2000–01, 2001–02
- Кубок УЄФА
  - Володар (1): 1996–97
- Кубок німецької ліги
  - Володар (2): 2001, 2002

 Збірна Німеччини
- Чемпіонат світу
  - Чемпіон (1): 1990
  - Фіналіст (1): 1986